# Agmina berada
Agmina berada là một loài Trichoptera trong họ Ecnomidae. Chúng phân bố ở miền Australasia.